# Golubovac (gmina Trstenik)
Golubovac (cyr. Голубовац) – wieś w Serbii, w okręgu rasińskim, w gminie Trstenik. W 2011 roku liczyła 230 mieszkańców.